# Immeuble au 10, rue de l'Héronnière de Nantes
L'immeuble situé au no 10 de la rue de l'Héronnière et sur le cours Cambronne à Nantes, en France fut bâti vers 1830et inscrit au titre des monuments historiques en 1949. 

## Historique
Il fait partie des trois immeubles du cours Cambronne détruits pendant les bombardements alliés en septembre 1943.
Le bâtiment est inscrit au titre des monuments historiques par arrêté du 19 août 1949.

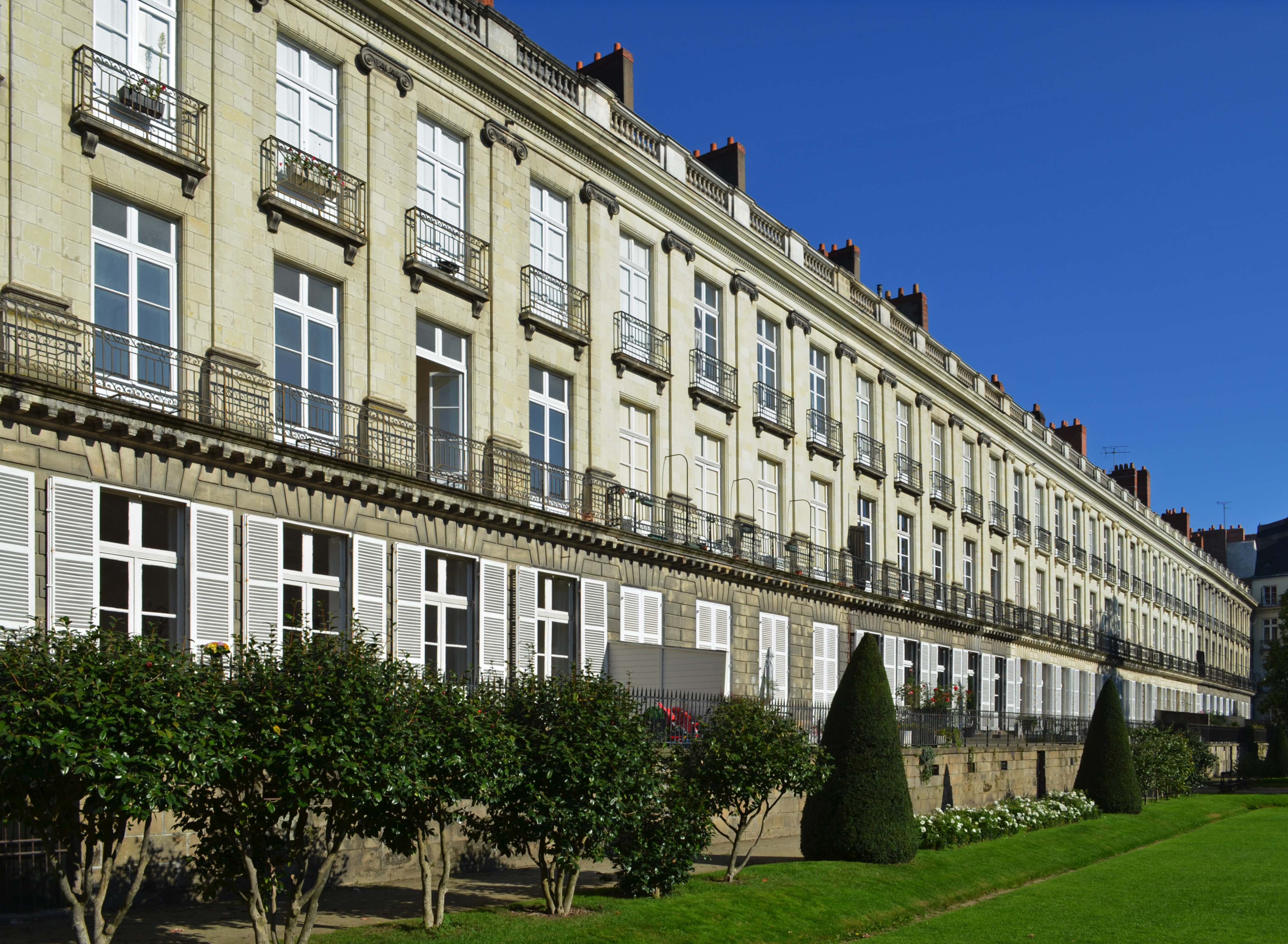
Cours Cambronne.